# 三宝絵詞
『三宝絵詞』（さんぼうえことば、表記は「三寶繪詞」とも）は、平安中期の仏教説話集。略して、三宝絵（三寶繪、さんぼうえ）とも呼ばれている。
円融天皇の永観2年（984年）11月に成立。二品尊子内親王（966年 - 985年）のために学者源為憲（? - 1011年）が撰進。尊子内親王は三歳で父帝冷泉天皇の斎院に卜定され、退下ののち叔父にあたる円融天皇に入内するが、天元5年（982年）4月、密かに髪を切り入道した。その後、内親王の仏道の入門書として『三宝絵詞』3巻が献上された。本文の注記によれば成立当時は絵を伴ったが、やがて絵は散逸し、説話のみが現存。
三宝とは、仏（釈迦など諸仏）・法（経典）・僧を指し、本書はその功徳について述べたもの。上巻13話は釈迦の本生譚。中巻18話は本朝の高僧伝などで、内17話までが『日本霊異記』からの引用。下巻は年中の仏事（法会）の来歴・作法を月次に解説。3巻はそれぞれ、「昔」、「中頃」、「今」の時代に対応する。
伝本の形態には平仮名（関戸本）、変体漢文（前田家本）、漢字片仮名（観智院本）の別がある。
全部ではないが、源俊頼の書として伝えられる。書風は温雅、清楚で気品も高い。奥書きに「保安元年（1120年）六月七日書うつしおはりぬ」とある。

## 主な校本
- 『三宝絵詞』江口孝夫校注（上下、「古典文庫」現代思潮新社）
- 『三宝絵　平安時代仏教説話集』出雲路修校注（平凡社東洋文庫、のちワイド版）
- 『三宝絵　注好選　新日本古典文学大系31』（岩波書店）